# أسد آسيوي
الأسد الآسيوي المعروف أيضاً باسم الأسد الفارسي أو الأسد الهندي هو سلالة من سلالات الأسود، يعيش منفرداً ومنعزلاً في ولاية غوجارات الهندية فقط، وقد امتد موطن هذه السلالة في السابق من اليونان وجنوب غرب آسيا عبر آسيا الوسطى وصولاً إلى الهند. تاريخياً، كانت الأسود الآسيوية تصنف إلى ثلاثة أنواع تتمثل بالأسد العربي والفارسي والبنغالي. وهذه الحيوانات هي إحدى سنوريات الهند الثلاثة الكبرى، أما الأخرى فهي الببر والنمر.
تختلف الأسود الآسيوية عن أقربائها الإفريقية من عدّة نواحي، فهي أصغر حجماً بقليل، ولذكورها لبدة أقل كثافة، كما وتمتلك طيّة من الجلد الزائد تمتد على طول بطنها، وتكون خصل الشعر على أذيالها ومفاصلها أطول من خصل الأسود الإفريقية. تختلف الأسود الآسيوية عن الإفريقية أيضاً بسلوكها الاجتماعي، فهي تعيش في زمر أصغر حجماً وأقل عدداً، حيث يمكن أن يصل عدد أفراد الزمرة إلى اثنين فقط، ولعلّ أبرز ما يميّز هذه الأسود هو تحمّلها للإنسان وعدم إظهارها سلوكاً عدائيّاً تجاهه غالباً، ولعلّ السبب في ذلك يعود إلى أن هذه الأسود الباقية في الهند شاطرت موطنها مع عدد من القبائل لآلاف السنين، مما جعلها تعتاد وجود البشر على مقربة منها، إلا أنه في السنوات القليلة الماضية ازدادت نسبة هجوم هذه الحيوانات على الإنسان، ويُعتقد أن السبب وراء ذلك هو تخفيض عدد الماشية المستأنسة في غابة غير، وتطوير أساليب الحفاظ عليها من هجوم الضواري مما حرم الأسود من أحد مصادر غذائها الأساسية وجعلها بالتالي تنظر إلى الإنسان على أنه طريدة بديلة.
بلغ تعداد الجمهرة عام 2005 حوالي 359 فرداً، تعيش جميعها في غابة غير في ولاية غوجارات الهندية، وفي إحصاء عام 2010، تبيّن أن عدد الأسود ازداد 52 أسدًا عمّا كان عليه في سنة 2005. امتد نطاق هذه الأسود في العصور السابقة من القوقاز وتركيا عبر بلاد الشام وصولاً إلى اليمن، ومن مقدونيا عبر بلاد ما بين النهرين وإيران وصولاً إلى الهند وحتى باكستان عبر الحدود البنغلاديشية. كانت الأسود الآسيوية إحدى سلالات الأسود التي استخدمها الرومان في قتال المجالدين مع أنواع أخرى من الحيوانات في حلبات المجالدة والمدرجات الرومانية، وكانت هي سلالة الأسود الرئيسيّة التي استخدمها حكام المقاطعات الرومان في آسيا للمقاتلة في الحلبات المصغّرة المشابهة للحلبات الأساسية في روما، حيث ظهرت في بعض النقوش والرسوم الكنعانية والفينيقية أسودٌ صغيرة اللبدة وهي تفترس بعض الأشخاص. ومن الأخطاء الشائعة عند الناس الاعتقاد بأن هذه الأسود هي الحيوان الوطني للهند، إلا أن هذا اللقب يعود للببور البنغالية.
يفترض العلماء أن الأسد الآسيوي انفصل عن جمهرة الأسود الإفريقية منذ فترة قصيرة نسبياً وفقاً للفترة اللازمة لمخلوق ما كي يسلك مساراً تطوريّاً مختلفاً، وتُقدّر هذه الفترة بحوالي 100,000 سنة.

## الوصف والخواص الأحيائية

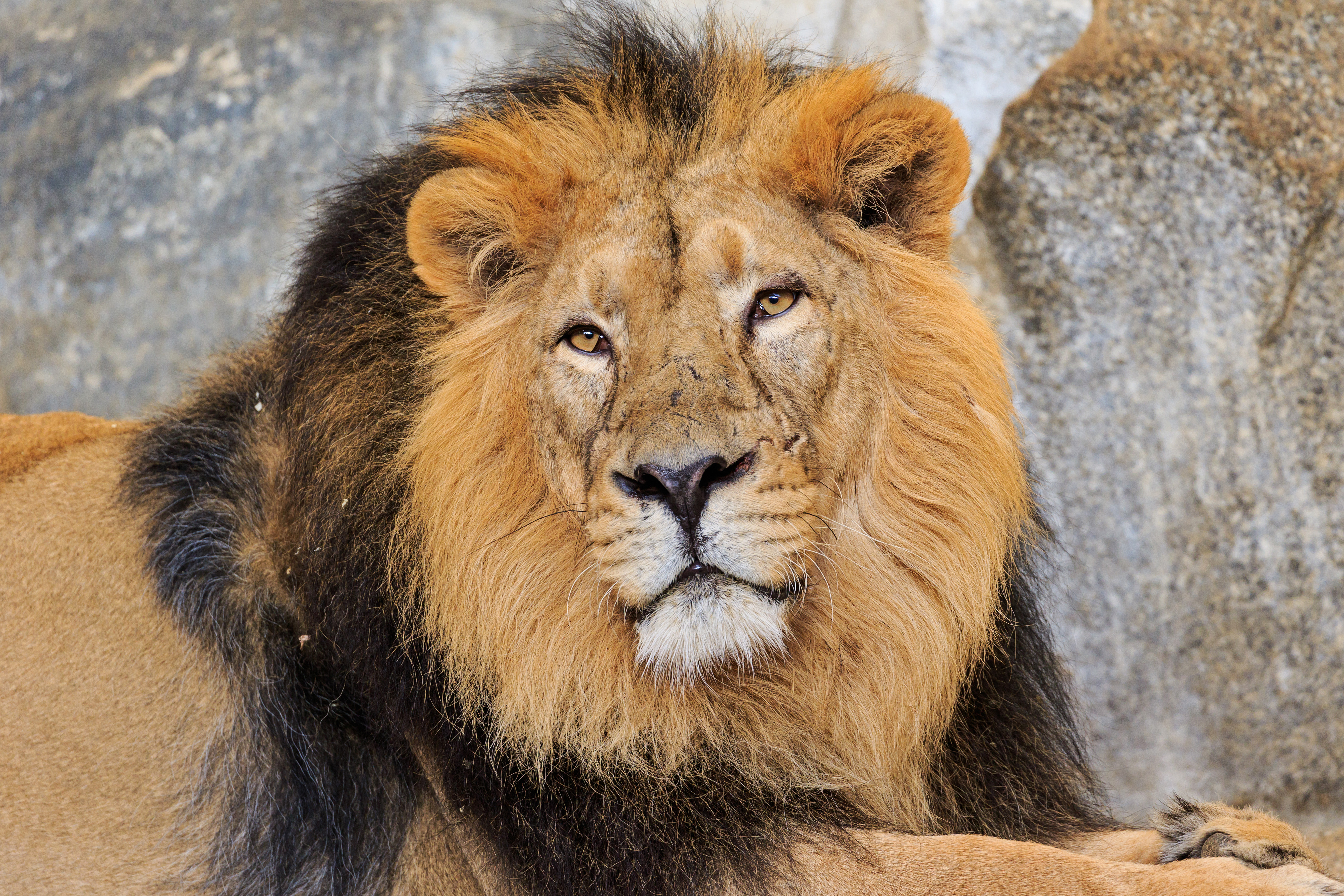
ذكر الأسد الآسيوي

للأسد الآسيوي معطف أشعث أكبر من ذاك الذي للأسد الإفريقي، كما وتمتلك الأسود الآسيوية خصلاً أطول من الشعر على آخر ذيلها ومرافقها. يتراوح طول جمجمة الذكور البالغة ما بين 330 و340 مليمتراً على الأكثر، أما الإناث فيتراوح طول جمجمتها ما بين 266 و277 مليمتراً. ويمتلك كلا الجنسين طيّة من الجلد تمتد على البطن بأكمله وتميّز هذه السلالة عن غيرها، ويتراوح طول الذكور ما بين 1,7 و2,5 المتر وتزن ما بين 150 و250 كيلوغراماً، بينما يصل طول الإناث إلى ما بين 1,4 و1,75 متراً وتزن ما بين 120 و182 كيلوغراماً. تفيد الوثائق بأن أضخم الذكور على الإطلاق وصل طوله إلى 292 سنتيمتراً، وارتفاعه إلى 107 سنتيمترات. وكان أحد الضباط الإنكليز قد قتل أسداً وصل طوله إلى 268 سنتيمتراً ووزنه إلى 222.3 كيلوغرامات، دون احتساب وزن الأحشاء. أما أضخم ذكر بري اصطيد يوماً، فقد بلغ طوله 3 أمتار كاملة (9,9 أقدام). يتراوح لون هذه الحيوانات بين الخمري والأسود المرقش إلى الرمادي القرفي الضارب إلى الرملي.

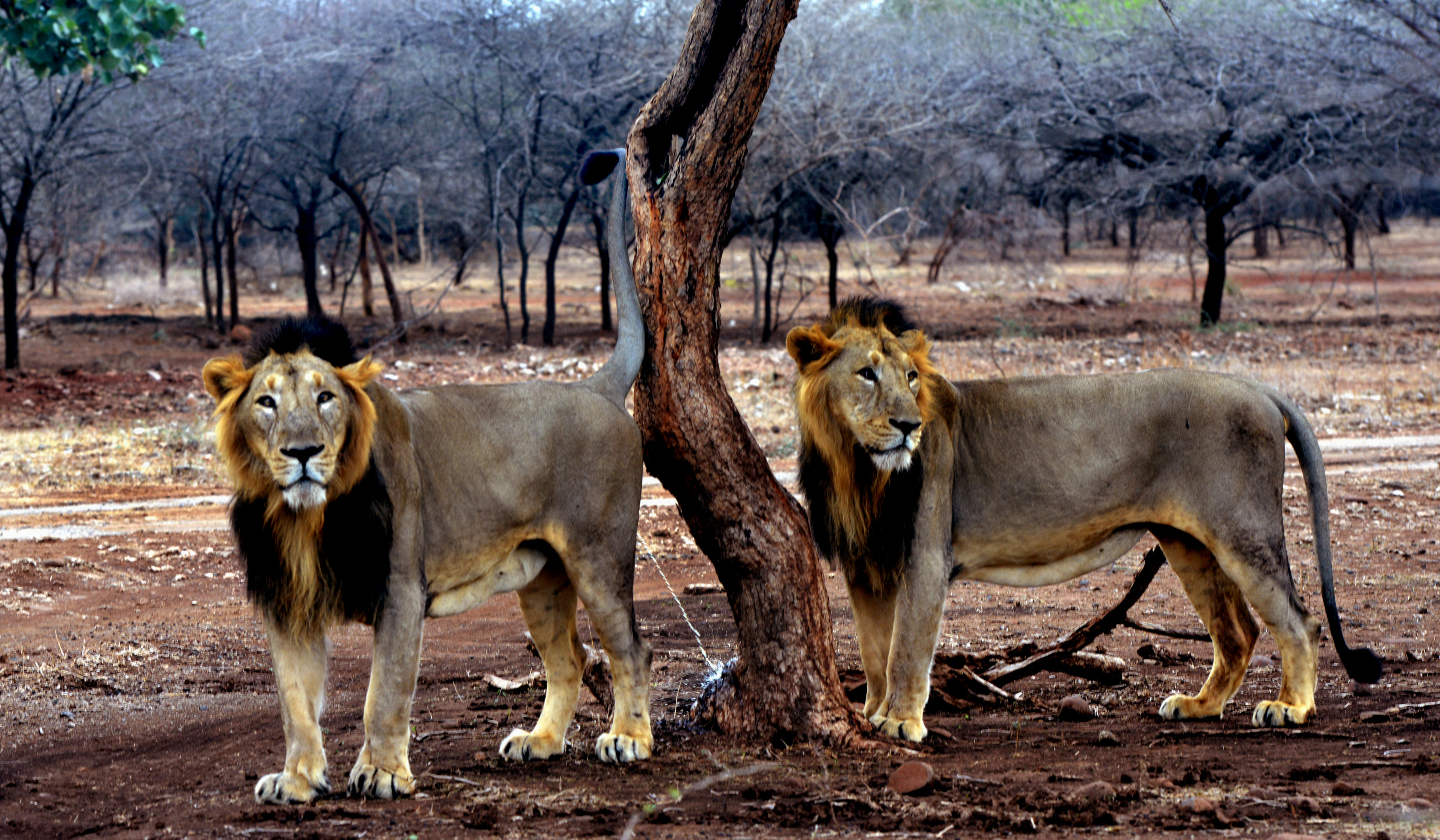
ذكران يعلمان منطقتهما بالبول

الأسود الآسيوية حيوانات اجتماعية بشكل كبير، فهي تعيش في جماعات تسمّى «زُمَراً»، وتكون زمر الأسود الآسيوية أصغر من تلك الإفريقية، حيث يبلغ معدل أعضائها أنثيين اثنتين مقابل 4 أو 6 إناث في زمر الأسود الإفريقية. كما وتُعدّ الذكور اجتماعية بشكل أقل من الذكور الإفريقية، حيث لا تجتمع مع باقي الزمرة إلا للتزاوج أو عند صيد طريدة كبيرة، ويُعتقد أن السبب وراء ذلك يعود إلى أن الطرائد في الهند أصغر حجماً من الطرائد الموجودة في أفريقيا، أي أنها تتطلّب أسوداً أقل لإسقاطها.

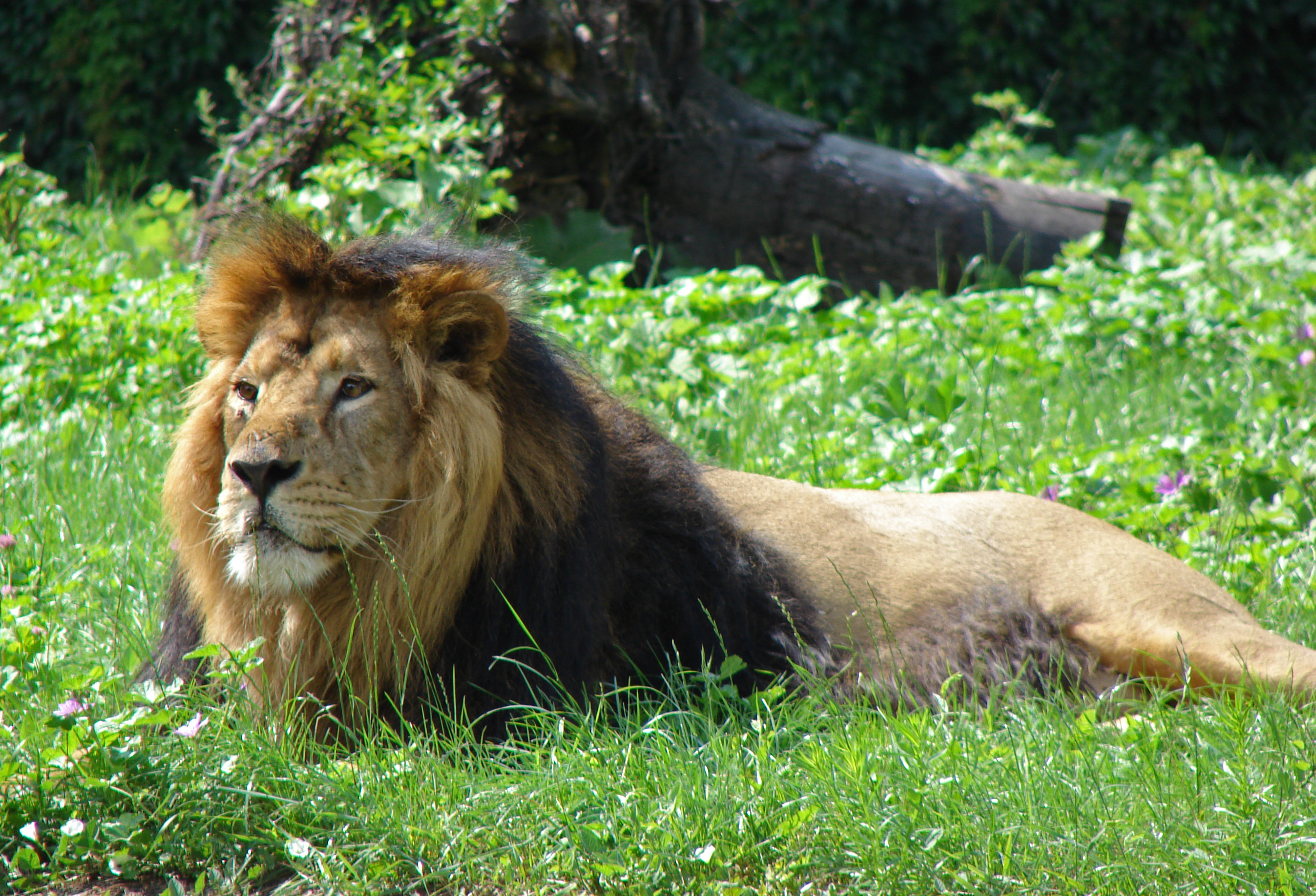
أسد آسيوي جالس

تقتات الأسود الآسيوية في الهند حالياً على الأيائل غالباً من شاكلة الأيل المرقط وأيل الصمبر، بالإضافة للظباء مثل النلجاي والخنازير البرية والجواميس؛ كما وتفترس بين الحين والآخر المواشي المستأنسة وحتى الجمال، وفي المناطق الأخرى من آسيا وأوروبا التي كانت تقطنها الأسود الآسيوية، فقد كانت تفترس أصنافاً متنوعة من الطرائد من شاكلة الأيائل الحمراء والأيائل السمراء والمها العربي والأرخص والبيسون الأوروبي وغيرها. تمتد فترة حمل الأنثى ما بين 100 و119 يوماً، ويبلغ معدلها 103 أيام لتلد بعدها ما بين شبلين وثلاثة أشبال عمياء يبلغ وزن كل منها بين 2 و3 أرطال؛ وتبلغ الأشبال مرحلة النضج الجنسي عندما تصل إلى سن 18 شهراً إلى سنتين. يصل أمد حياة الأسد الآسيوي الذكر في البرية إلى حوالي 7 أو 8 سنين، أما الإناث فيمكنها أن تصل إلى سن 16 أو 18 عاماً.

## وضع السلالة والمخاطر التي تواجهها

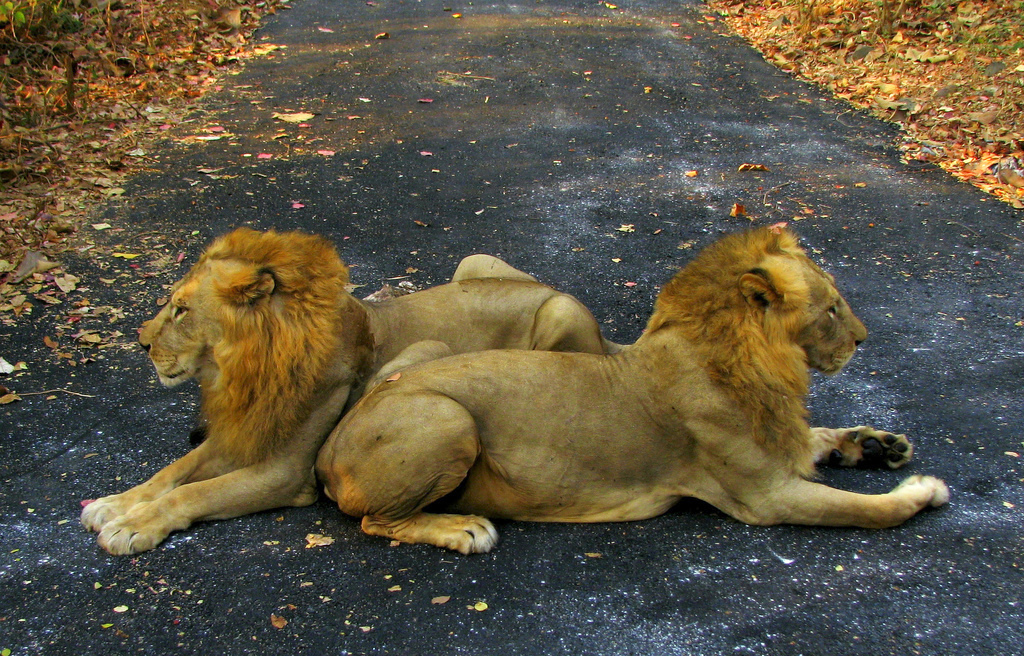
أسدين في منتزه سفاري سانجاي غاندي القومي.

أظهرت إحصائية جرت في أبريل من عام 2006 أن عدد الأسود القاطنة غابة غير يبلغ حوالي 359 أسدا، وتعيش هذه الأسود في تلك المنطقة البالغة مساحتها 1,412 كيلومترا مربّع (558 ميل مربّع) والمغطاة بالآجام والغابات النفضيّة المفتوحة. كانت جمهرة الأسود الآسيوية تقتصر على 13 أسدا فقط في عام 1907 قبل أن يقوم حكام المنطقة بحمايتها بشكل كامل حتى تزايدت أعدادها شيئا فشيئا، وأنقذت من الانقراض. تتشارك الأسود في موطنها مع غيرها من الضواري مثل الذئب الهندي والنمر والضبع المخطط، أما الببر الذي يعتبر أكبر سنوريات الهند فلا يقطن غابة غير نظرا لأنه يفضل الغابات الكثيفة أكثر من السهول ومناطق الآجام التي تفضلها الأسود.

### التناسل الداخلي
يعتقد بأن جمهرة الأسود الآسيوية البريّة والبالغ عددها قرابة 360 أسدا تتحدر جميعها من 13 فردا فقط وبالتالي فيفترض بأنها تناسلت داخليا بشكل كبير، إلا أن بعض المعطيات تفترض بأن هذا الرقم مبالغ فيه بشكل كبير وأن العدد الحقيقي للأسود كان يقارب المئة عام 1910، وإن سبب القول بانخفاض الأعداد لهذه الدرجة كان فقط لعدم تشجيع الصيادين على صيد هذه الحيوانات. وقد أظهرت العديد من الدراسات أن الجمهرة المتناسلة داخليا لفترة طويلة تكون عرضة للأمراض بشكل كبير كما وتكون الحيوانات المنوية عند الذكور مشوهة مما يؤدي إلى العقم.
يقول العالم في الجينات ستيفان أوبراين في إحدى دراساته الأولية بأنه «إذا أخذنا عينة من الحمض النووي للأسود الآسيوية لوجدنا أنها جميعا تبدو كالتوائم المتماثلة وذلك لأنها تتحدر كلها من بضعة عشرات من الأفراد التي بقيت على قيد الحياة في بداية القرن العشرين»، وبالتالي فهذا يجعلها معرضة للأمراض بشكل كبير ويسبب تشويها لدى 70 أو 80% من حيواناتها المنوية أي النسبة التي يمكن أن تسبب عقما بحال استمر تزويجها في الأسر.
أظهرت إحدى الدراسات البديلة أن الفقر في التنوع الجيني لدى الجمهرة الحالية لايعود إلى التناسل الداخلي وإنما كان موجودا لدى الجمهرة الأصلية، وقد أظهر مؤيدي هذه النظرية أن ضعف مقاومة هذه الحيوانات للأمراض يتشابه مع ذاك الضعف الذي للببور كما أظهروا بأن الأسود الآسيوية الحقيقية لاتعاني من أي تشوهات في حيواناتها المنوية، إلا أنه تم التساؤل حول مصداقية هذه الدراسة بسبب استخدام الباحثين لبعض التقنيات الغير مناسبة لفحص التنوع الجيني لدى مجموعة من الحيوانات.

### مخاطر أخرى

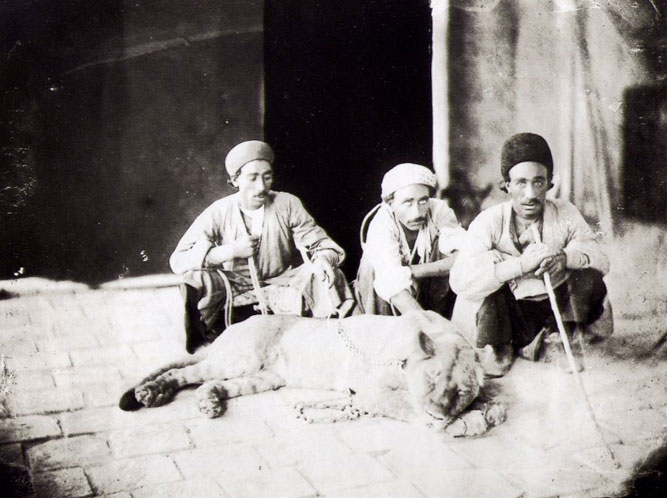
أسد مُصاد في إيران. تصوير أنطوان سوركین (~ 1830 – 1933).

يقوم البشر قاطني غابة غير بتسميم الأسود بسبب مهاجمتها للماشية المستأنسة عبر وضع لحوم أو جيف مطعمة بسم قاتل في العراء أو قرب الموقع الأخير الذي اصطادت فيه، كما وجدت دلائل على قنص الأسود في بعض الأحيان بشكل غير شرعي حيث وجدت مخالبها مفقودة من جيفتها. ومن المخاطر الكبرى الأخرى الفيضانات والحرائق والأوبئة، وبما أن موطن الأسود ضيق ومحصور فإنها تعتبر معرّضة للاندثار بشكل كبير بحال تعرضت لخطر كبير مماثل.
وقد قام المزارعون أيضا بحفر قرابة 15,000 إلى 20,000 بئر مفتوح لريّ بعض الأراضي فأصبحت هذه الآبار بمثابة أفخاخ قاتلة للعديد من الحيوانات البريّة بما فيها الأسود التي تسقط أو تقفز عمدا لتشرب إلا أنها تعجز عن الخروج فتموت غرقا، وقد قدمت بعض الاقتراحات لحل هذه المشكلة ومنها بناء جدران حول الآبار أو استخدام قنوات أو قساطل لجر المياه إلى الأراضي الزراعية.
كما ويستخدم المزارعون في غابة غير الأسياج الكهربائية الغير قانوية، بعد أن يقوموا برفع معدل التيار الكهربائي فيها، لحماية محاصيلهم الزراعية من الظباء الهندية (النلجاي) إلا أن الأسود وغيرها من أصناف الحياة البريّة تعلق أو تصطدم بالسياج فتصعق وتموت على الفور.
ويأتي الخطر الأكبر على الأسود الآسيوية في غابة غير من قوم المالداري، وهم قوم نباتيون رعاة لايقدمون على القنص الغير شرعي بسبب اهتمامهم بتربية البقر حيث تمتلك كل عائلة حوالي 50 بقرة، من ماشية المالداري إجمالا. وبسبب الأعداد الكبيرة للأبقار فإن الأراضي حول مستوطنات هؤلاء الناس تكون مجرّدة من الأعشاب بشكل كبير، ويؤدي هذا كما الاحتطاب بشكل كبير إلى تدمير مسكن الأنواع التي تعتمد عليها الأسود في غذائها مما يؤدي إلى نزوحها من تلك المناطق مما يجبر الأسود على الانتقال إلى مصدر آخر للغذاء وهو ماشية المالداري وذلك يضعها في نزاع مباشر مع الرعاة ويؤدي إلى استهدافها.

### التلوث الجيني لدى الجمهرة الأسيرة

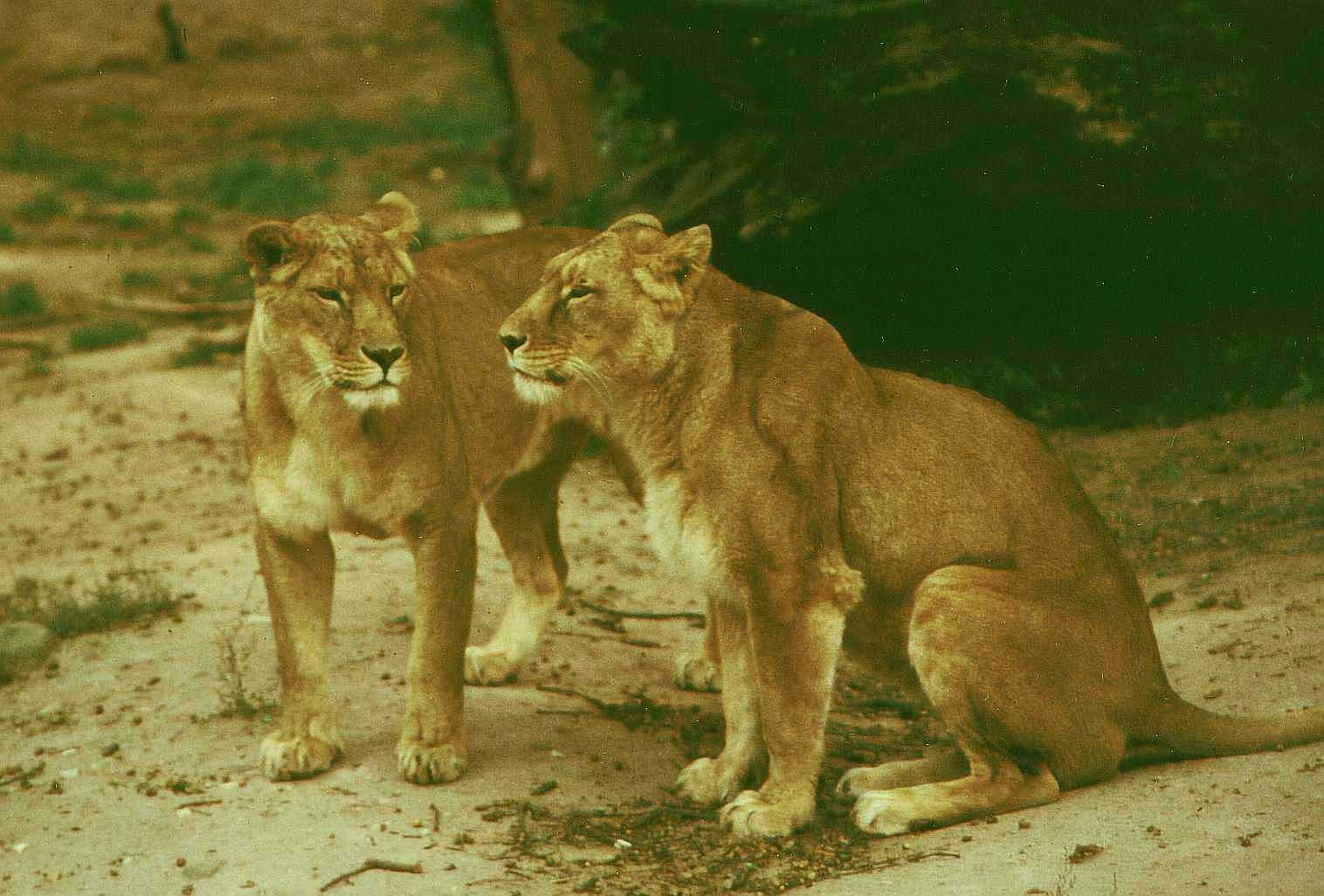
لبوتين آسيويتين في حديقة للحيوانات.

تعاني جمهرة الأسود الآسيوية الأسيرة في حدائق الحيوانات الهندية من التلوّث الجيني، إذ أن معظمها تزاوج مع الأسود الإفريقية التي صودرت من السيركات ووضعت جهلا في معارض مشتركة مع الأسود الآسيوية. ولهذا السبب تعتبر جميع الأسود الأسيرة في الهند بأنها ليست من عرق صاف مما أدى إلى وقف العمل بالبرنامج الأوروبي والأمريكي لإكثار الأنواع المهددة بعد أن اكتشفت هذه المشكلة وذلك لأن جميع الأسود الآسيوية في حدائق الحيوان الأوروبية والأميركية أحضرت من الحدائق الهندية، ذات الأسود الملوثة جينيا، عوضا عن البريّة وذلك للحفاظ على استقرار أعدادها. قامت الهند بتصحيح هذا الخطأ منذ أن اكتشفت المشكلة وذلك عبر تزويج وإكثار الأسود الآسيوية النقيّة جينيا فقط مما ساعد على إعادة إطلاق البرنامج الأوروبي لإكثار الأنواع المهددة بالانقراض الخاص بالأسد الآسيوي، أما البرنامج الأمريكي فلم تتم إعادة إطلاقه منذ أن أقفل في الثمانينات من القرن العشرين، ولا يزال على حدائق الحيوانات في أمريكا الحصول على جمهرة نقية من الأسود الموجودة في الهند.

## إعادة إدخال السلالة
كانت السلطات المختصة في الهند تعمل منذ حوالي العقد من الزمن على إنشاء جمهرة بريّة ثانية من الأسود الآسيوية، وقد قام باحثو المعهد الهندي للحياة البرية باختيار محمية بالبور كونو كموقع مناسب لإدخال السلالة إليه وأكدوا بأن هذا الموقع يعتبر جاهزا حاليا لاستقبال الجمهرة الأولى من الأسود القادمة من غابة غير، وستكون هذه هي المرة الأولى التي تخطو فيها الأسود في هذه المنطقة بعد انقراضها هناك حوالي عام 1873. إلا أن هناك بعض الشكوك حول مدى قدرة الأسود على التأقلم مع مسكنها الجديد بعد نقلها وذلك بسبب الاختلاف الشاسع بين المساكن في غابة غير والموطن الجديد الأقل جفافا، كما وسيكون على الأسود أن تتنافس مع المزيد من الضواري في موطنها الجديد وأبرزها الببر الذي يقطن تلك المنطقة والذي لم تنافسه أسود غير على الفرائس والأراضي قبل ذلك.

## الأسود الآسيوية في أوروبا والشرق الأوسط

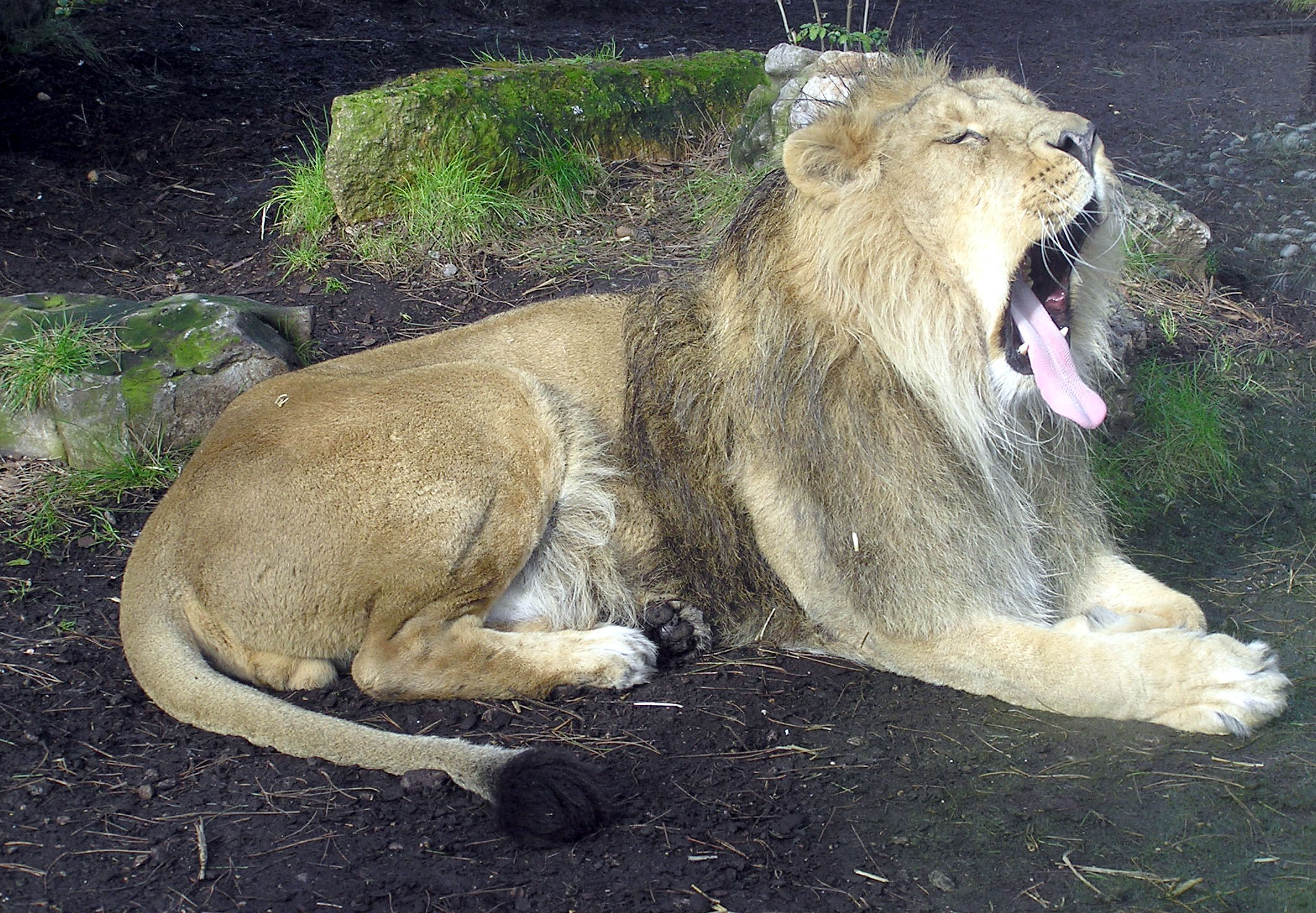
أسد آسيوي في حديقة حيوانات بريستول.

كانت الأسود الآسيوية تعيش في بعض أقسام شرقي أوروبا في العصور القديمة، وقد كتب كلا من أرسطو وهيرودوتس بأن الأسود كانت تتواجد في بلاد البلقان كما فعل ملك الفرس خشايارشا الأول عند غزوه لليونان وتقدمه عبر مقدونيا عام 480 قبل الميلاد، حيث ذكر بأن العديد من جمال قافلته قتلتها والتهمتها الأسود. يعتقد بأن الأسد الآسيوي انقرض في اليونان الحاليّة ما بين العامين 80 و100 للميلاد.
تعتبر الأسود التي قطنت شرقي أوروبا بأنها من السلالة الأوروبية (الأسد الأوروبي - Panthera leo europaea) في بعض الأحيان أو بأنها من بقايا أسود الكهوف (سلالة الكهوف - Panthera leo spelaea) التي استمرت بالعيش بعد انتهاء العصر الجليدي الأخير، إلا أن الرأي الذي يرجّح بأنها أسودا آسيوية يعتبر أقرب إلى الصواب.
استمرت الأسود الآسيوية بالعيش في القوقاز حتى القرن العاشر، وكانت هذه الجمهرة تعتبر بأنها الأقصى عيشا لجهة الشمال كما كان هذا الموطن هو الوحيد في الاتحاد السوفياتي السابق الذي يحوي أسودا عاشت حتى فترة ليست ببعيدة. انقرضت هذه الأسود في أرمينيا قرابة العام 100 للميلاد وفي أذربيجان وجنوبي غرب روسيا في القرن العاشر، وكانت الأسود تتشارك في موطنها هذا مع الببر القزويني والنمر الفارسي والفهد الآسيوي الذي أدخله الأمراء الأرمن للصيد.
انقرضت هذه السنوريات الواحد تلو الآخر من تلك المنطقة بسبب الصيد المكثّف واختفاء الطرائد التي كانت تفترسها ومنها: البيسون الأوروبي، الأيل الأحمر، الأرخص، الحصان التتاري، الموظ وغيرها.

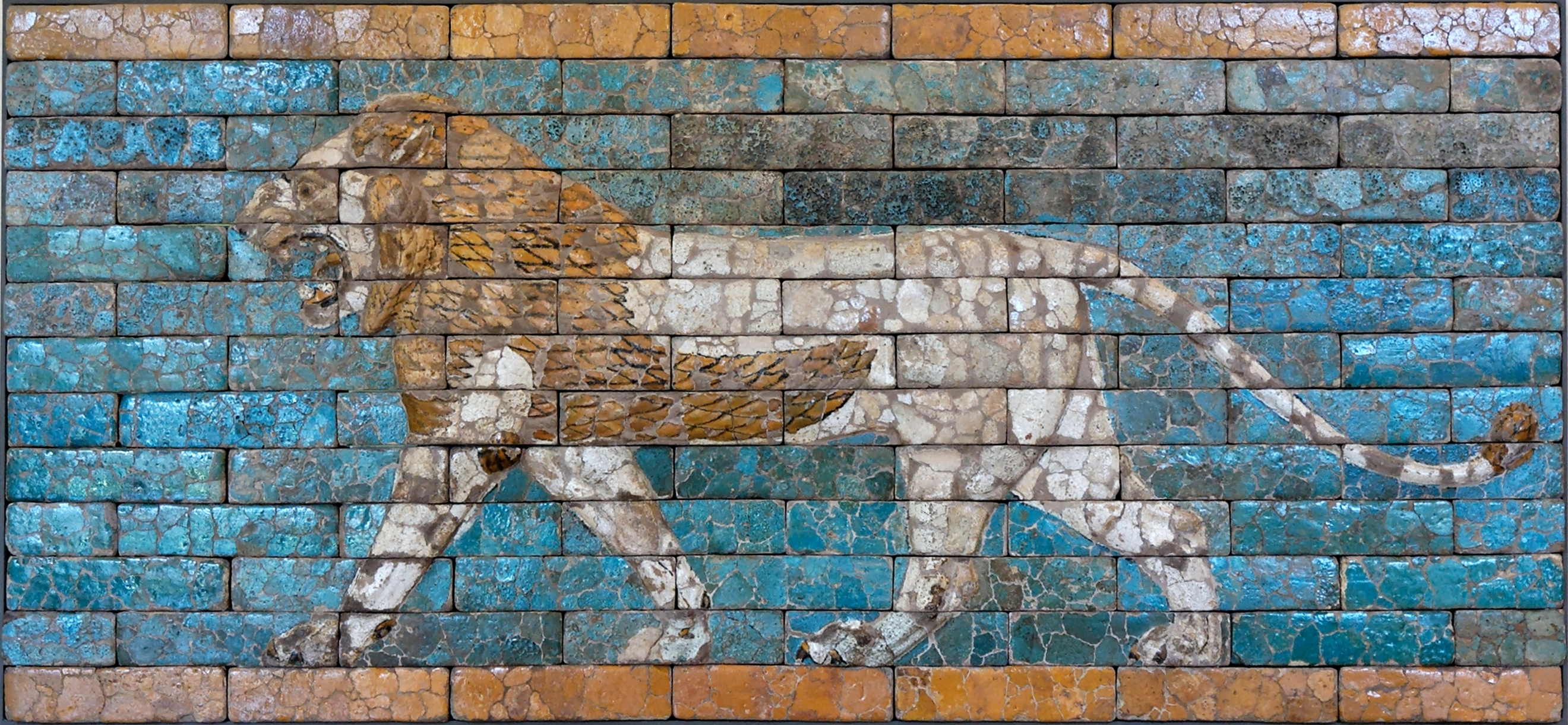
نقش لأسد على بوابة عشتار.

تواجدت الأسود الآسيوية في بعض الدول العربية الآسيوية حتى فترة قريبة نسبيا، وكانت الأسود وافرة العدد في فلسطين ولبنان وسوريا خلال فترة بداية انتشار المسيحية حيث ذكرت في الإنجيل والتوراة تحت أسماء مختلفة وقيل بأنها عاشت في الغابات والجبال كجبل الشيخ أو جبل حرمون كما في مناطق الآجام في غور الأردن، كما وذكرت الأسود في التراث العربي عبر عدة مصادر منها الروايات عن حمزة بن عبد المطلب، عمّ نبي الإسلام محمد بن عبد الله، الذي كان صيادا للأسود، وعن طريق قصص بعض الأدباء كابن المقفع في كليلة ودمنة. وبالإضافة لذلك ظهرت الأسود في العديد من النقوش الرومانية والبيزنطية والآشورية مثل النقش على بوابة عشتار في العراق.
انقرضت الأسود الآسيوية من لبنان وفلسطين بعد انتهاء الحروب الصليبية، وكان آخر ذكر لها يتم من قبل الكتّأب العرب في القرنين الثالث عشر والرابع عشر عندما كانت لا تزال تعيش قرب السامرة والمناطق المحاذية. وذكر والي رام الله الفارس بن شاور بأنه رأى أحد عشر أسدا ميتا في رام الله ومنطقة نهر العوجة بعد هطول أمطار غزيرة وكان ذلك عام 1294، كما قام نائب صفد المنصوري (1304 - 1307) بقتل 15 أسدا في الغابات الساحلية بفلسطين. استمرت الأسود الآسيوية بالتواجد خلال هذه الفترة في سوريا إلى أن قتل آخرها قرابة العام 1891 في حلب على يد والي عثماني، وبلاد ما بين النهرين قرب حوضي نهريّ دجلة والفرات حيث بقيت تعيش حتى القرن التاسع عشر بحسب زعم العديد من الرحّآلة، وشبه الجزيرة العربية.
بقيت الأسود الآسيوية منتشرة في العديد من المناطق الأخرى حتى حلول منتصف القرن التاسع عشر عندما أدى انتشار الأسلحة النارية إلى انقراضها بشكل واسع من الكثير من المناطق، قتل آخر أسد في العراق عام 1918، وكانت آخر مشاهدة للأسد في إيران عام 1941 بين شيراز وجاهروم وفي عام 1944 وجدت جيفة آخر لبوة على ضفاف نهر قارون في محافظة محافظة خوزستان، أما في تركيا فنفق آخر أسد فيها بأواخر القرن التاسع عشر.

## السلالات المقرّبة
أظهرت دراسة في عام 1968 أن السلالات البربرية والآسيوية والإفريقية المختلفة بالإضافة لسلالة رأس الرجاء الصالح تمتلك نفس الخصائص في جماجمها وأبرزها الوجه الضيّق المستطيل الشكل الذي يظهر بشكل كبير عند الأسود البربرية والآسيوية بشكل خاص. ويظهر هذا الأمر بأنه لعلّ كان هناك صلة وثيقة بين أسود شمال إفريقيا وآسيا، كما يُظن بأن السلالة الأوروبية من أوروبة الجنوبية التي انقرضت ما بين العامين 80 و100م كانت تمثل صلة وصل بين الأسود الشمال إفريقية والآسيوية. ويعتقد بأن السلالة البربرية تمتلك نفس طيّة الجلد التي تمتلكها الأسود الآسيوية على معدتها إلا أنها تختفي تحت لبدتها الطويلة التي تمتد على طول بطنها.

## تمثيل الأسد الآسيوي في الحضارة الإنسانية

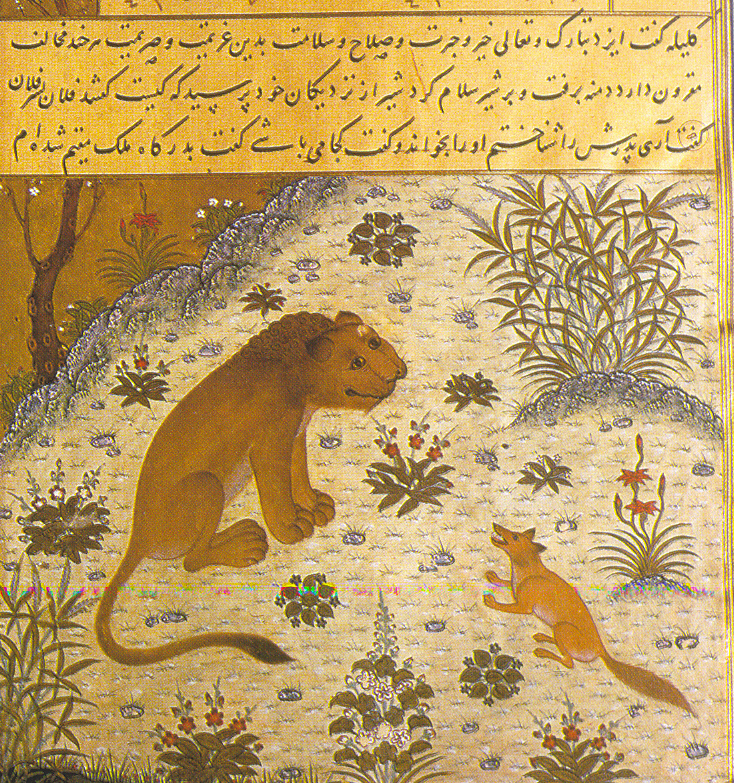
صفحة مصورة من كتاب كليلة ودمنة، يظهر فيها أسد آسيوي وإلى جانبه ابن آوى.

يظهر الأسد الآسيوي على العديد من أعلام وشعارات الدول الأوروبية والآسيوية، ويعتبر الرمز الوطني للهند. وفي الهندوسية يوصف «ناراسيما» (الرجل الأسد) على أنه تجسيد لأحد الآلهة ويعبد بصفته «الإله الأسد» وبالتالي يمكن القول بأن الأسود الآسيوية التي كانت منتشرة عبر الهند بكاملها تعتبر مقدسة عند جميع الهندوس الهنود.
ومن مظاهر تمثيل الأسد الآسيوي الأخرى الاسم الفيداوي الهندي القديم «سينغ» والذي يعني أسد ويعود تاريخه إلى حوالي 2000 سنة في الهند القديمة، والذي كان يطلق على أفراد الطبقة العسكرية (الراجبوتيون). وأخذ السيخ باسم «سينغ» أيضا وأصبح قرابة 20 مليون سيخي في العالم يستعملون هذا اللقب كما يفعل الهندوس الراجبوتيون.
تشتق جزيرة سنغافورة اسمها من الكلمتين الملاويتين سينغا بمعنى أسد، وبورا بمعنى مدينة، والتي تتحدر بدورها من الكلمات التاميلية-السنسيكريتية सिंह «سيمها» وपुर «بورا»، ووفقا للمالاويين فإن هذا الاسم أطلق على الجزيرة من قبل أمير سومطري في القرن الرابع عشر والذي كان يدعى «سانغ نيلا أوتاما» عندما نزل على الجزيرة هربا من عاصفة رعدية فشاهد حيوانا غريب الشكل فأخبره رئيس وزرائه بأنه أسد، إلا أن الدراسات أظهرت مؤخرا بأن الأسود لم تصل يوما إلى سنغافورة وتستوطنها ولعل الحيوان الذي شاهده الأمير كان ببرا. ويظهر الأسد بشكل متكرر في التوراة الإنجيل تحت أسماء وروايات مختلفة أبرزها قصة سفر القضاة عن الحيوان الذي قاتله شمشون.

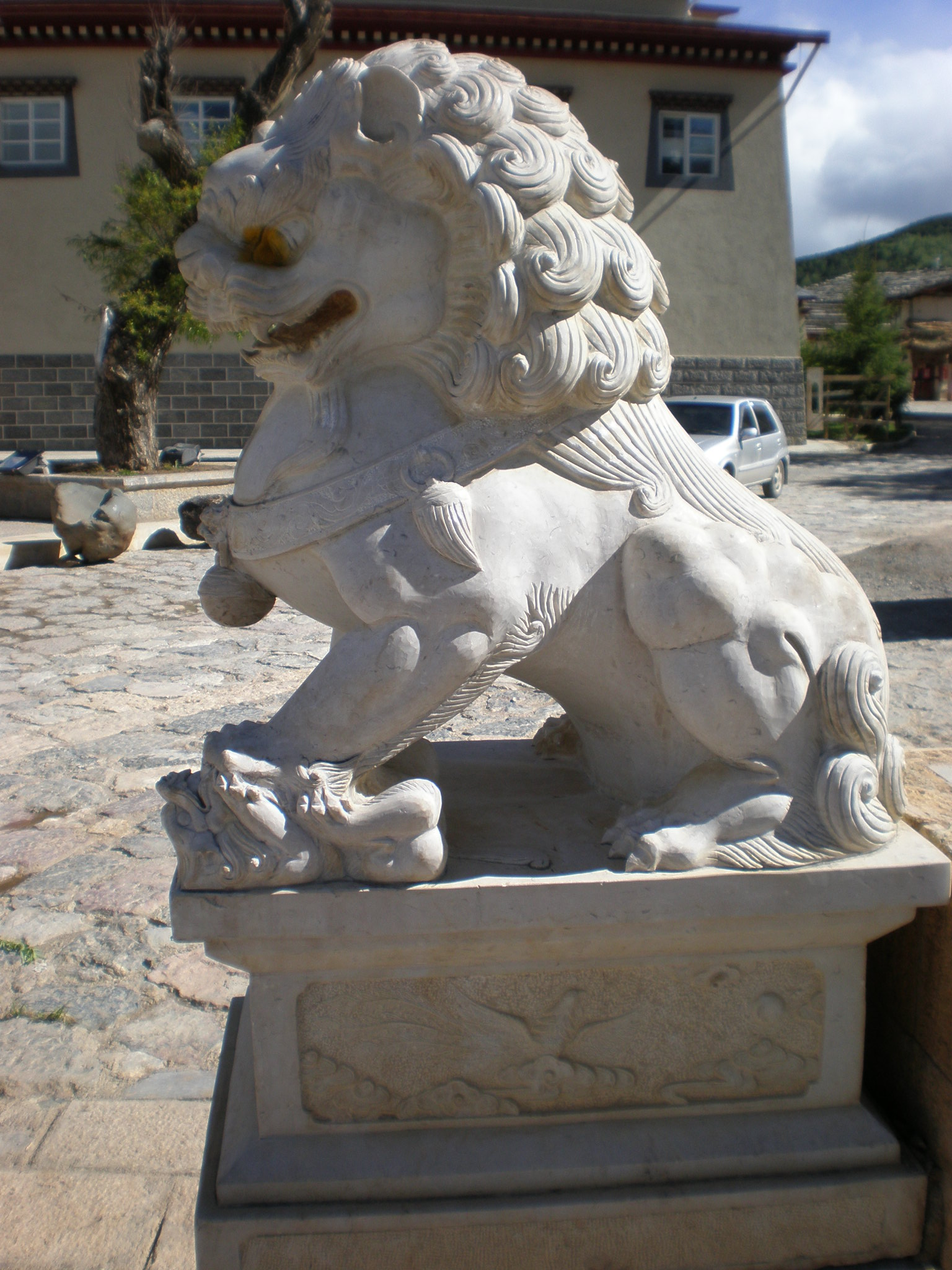
تمثال أسد عند مدخل معبد غيشان في إحدى البلدات بمقاطعة يونان الصينية.

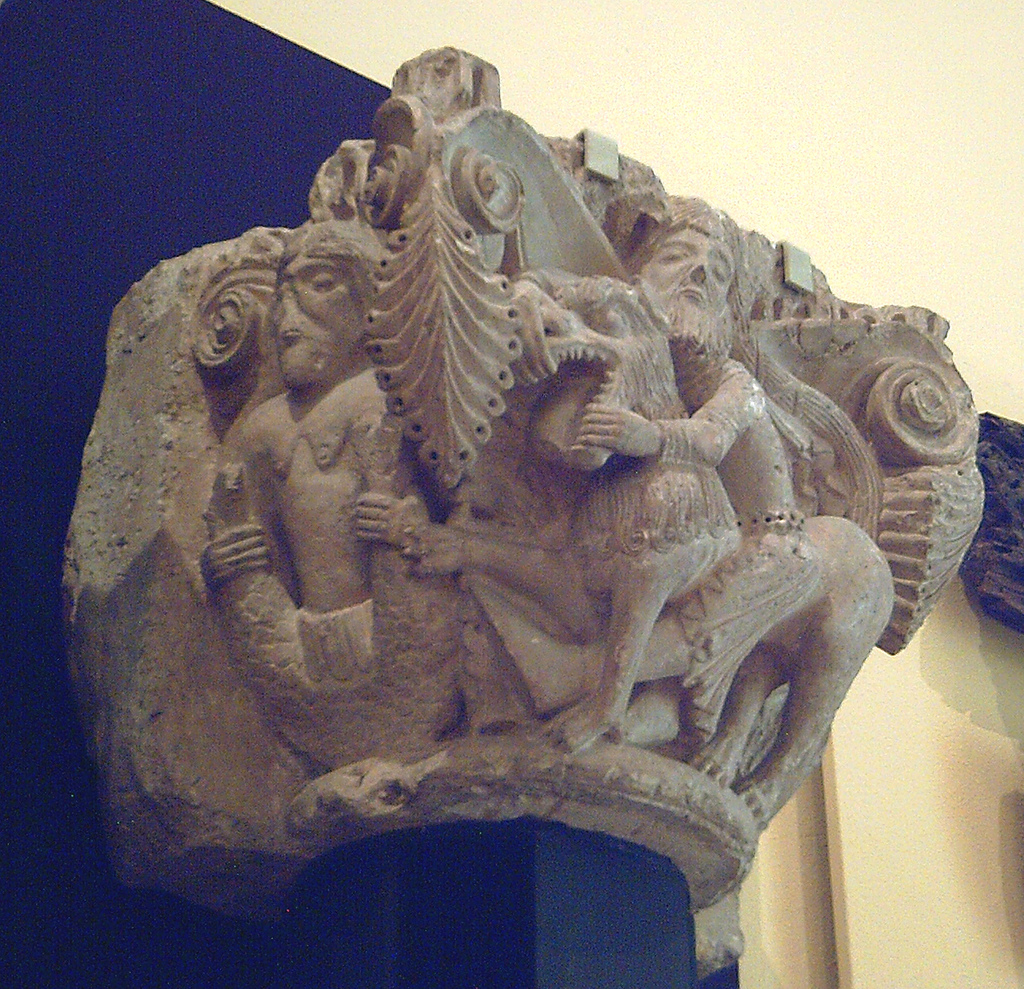
نحت لشمشون وهو يقاتل الأسد النيمياني، أحد الوحوش الأسطورية الإغريقية المبنية على أسد آسيوي على الأرجح.

تتخذ مدينة القدس حاليّا الأسد كشعار لها، وقد كانت الأسود الآسيوية حتى القرن الثاني عشر تعيش في التلال المحيطة بالمدينة، وكان السكان يخافونها ويجلّونها بنفس الوقت بسبب مظهرها الخارجي الذي يبعث على الهيبة والرهبة، وقد ورد في الكتاب المقدس سبعة أسماء مختلفة للأسد كما أطلق العرب عليها الكثير من الأسماء مثل هيثم، أسامة، سبع، وغير ذلك.
يُعتبر الأسد الآسيوي المصدر الذي أوحى برقصات الأسد التي تشكل جزءا من الاحتفالات التقليدية برأس السنة الصينية، وغيرها من التقاليد المشابهة في البعض من البلدان الآسيوية الأخرى.
تظهر الأسود أيضا بشكل متكرر في الثقافة الصينيّة على الرغم من أنها لم تستوطن الصين يوما، وإنما استوطنت الهند المجاورة، وهذه الأسود الآسيوية بالذات هي التي تظهر في الحضارة الصينية. وبرزت الأسود بادئ الأمر عندما عاد الرهبان البوذيين، أو التجار، إلى بلادهم من الهند حاملين أخبار عن كيفية حراسة الأسود الحجرية لمداخل المعابد البوذية في الهند، فقام النحاتون بصنع نماذج لكلاب مستأنسة من سلالات صينية لوضعها على بوابات المعابد الصينيّة بما أن أحدا منهم لم ير أسدا قبل ذلك. وكانت النسخة الأسطوريّة أو الخياليّة من الأسد تسمّى «أسد فو»، حيث تعني كلمة «فو» (بالصينية: 佛) بوذا، أما كلمة أسد فهي بالصينية تُلفظ «شي» وهي مشتقة من الأصل السنسيكريتي للكلمة المأخوذ من الهند «سينه» أو «سيمها». تمّ إدخال النسخة البوذية للأسد إلى الصين خلال فترة حكم الهون كحامية للدارما، وقد عُثر على تمثيل لهذه الأسود في الفنون الدينيّة التي يعود تاريخها إلى عام 208 ق.م. ومنذ ذلك الحين تمّ جعل الأسود حماة الدارما الإمبراطورية شيئا فشيئا، وقد بدى بعد ذلك بفترة أن هذه الحيوانات هي المناسبة لحراسة بوابات الإمبراطور، وقد تمّ اسخدامها لهذا الغرض منذ ذلك الحين.

## وصلات خارجية
- مركز المعلومات حول الأسد الآسيوي
- مجتمع حماية الأسد الآسيوي، غوجرات، الهند
- مؤسسة القطعان المندثرة، الهند تأتي لإنقاذ الأسد الآسيوي
- 3 مقاطع فيديو للأسد الآسيوي
- الأسد الآسيوي أو الفارسي في فلسطين والمنطقة العربية والإسلامية
- الأسد الآسيوي أو الفارسي في فلسطين (مُنقرض)
- آركيف – صور للأسد الآسيوي والأسود الإفريقية
- الأسد من شبكة تنوع الحيوانات